# Leptotarsus (Macromastix) cockerellae
Leptotarsus (Macromastix) cockerellae is een tweevleugelige uit de familie langpootmuggen (Tipulidae). De soort komt voor in het Australaziatisch gebied.